# Munkás-paraszt Vörös Hadsereg

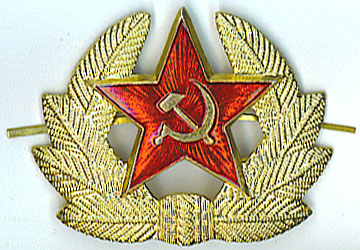
A Szovjet Hadsereg egy sapkajelvénye az 1960-as évekből

A Munkás-paraszt Vörös Hadsereg (oroszul: Рабо́че-крестья́нская Кра́сная а́рмия (РККА) – Rabocse-kresztyjanszkaja Krasznaja armija (RKKA), gyakran röviden csak Vörös Hadsereg, néhol régiesen egybeírva Vöröshadsereg) a Szovjetunió fegyveres erőinek része volt 1918 és 1946 között. Két haderőnem alkotta, a szárazföldi erők és a légierő. 1946. február 25-ével átszervezték és átnevezték, ekkor neve Szovjet Hadsereg lett. 
Az orosz polgárháború és intervenció 1918 és 1922 közötti időszakában még forradalmi milícia volt és folyamatosan fejlődött odáig, hogy az 1930-as években már a világ legerősebb hadseregei közé tartozott. Legnagyobb bevetésekor, a második világháborúban a világ legnagyobb és legerősebb haderejévé vált; ekkor egymaga semmisítette meg a Harmadik Birodalom haderejének, a Wehrmachtnak több mint 80 százalékát és gyakorlatilag a teljes Waffen-SS-t.

## Története
A hadsereg felállítását 1917. november 7-én határozta el a Szovjetek 2. Összoroszországi Kongresszusa. A Népbiztosok Tanácsa a következő év elejétől kezdett dolgozni egy új szocialista hadsereg megteremtéséről szóló tervezeten és a Vörös Hadsereg alapító határozatát 1918. január 28-án hagyta jóvá. Ekkor született a Vörös Hadsereg elnevezés is (a szövegben alkalmazott rövidítése: VH). A kialakult súlyos hadi helyzetre tekintettel 1918. február 22-én Vlagyimir Iljics Lenin kiáltványban fordult „Oroszország proletárjaihoz”, amellyel fegyverbe szólította őket az oroszországi új rend védelmére. A kiáltvány nyomán megindult mozgósítás napját, február 23-át tekintették ezután a Vörös Hadsereg születésnapjának.
Az új hadsereg vezetésére létrehozták a Vörös Hadsereg Vezérkarát, a politikai irányítás a bolsevik párt vezető testületeinek kezében volt. A második világháború végéig a Vörös Hadsereg három haderőnemből állt: a szovjet szárazföldi haderőből, a szovjet légierőből és a szovjet haditengerészeti flottából.
A második világháború elejéig a Vörös Hadseregben társparancsnoki rendszert alkalmaztak, minden alakulatnak és katonai szervnek a katonai parancsnok mellett volt egy egyenrangú politikai parancsnoka – komisszárja – is. A második világháború kezdeti német sikerei hatására 1942. október 9-én bevezették az egyszemélyi parancsnoki rendszert, a komisszárok a parancsnok politikai helyettesévé váltak.
Az első osztagokat munkásokból és a szétszéledt cári orosz hadsereg katonáiból verbuválták. A csapatok hadianyaggal és élelemmel való ellátottsága súlyosan elégtelen és hiányos volt, mégis sikerült először megállítaniuk, majd visszaszorítaniuk a Petrograd felé előretörő német hadsereget. A VH 1918 májusában alakult, körülbelül 50 000 embert számlált, tulajdonképpeni megalapítója és főparancsnoka Lev Davidovics Trockij volt, az akkori szovjet kormány hadügyi népbiztosa és rendkívüli meghatalmazott képviselője a breszti béketárgyalásokon. A szinte semmiből kiállított és megszervezett hadseregben túlnyomórészt a volt cári orosz hadsereg tisztjei parancsnokoltak, de a súlyos tiszthiány miatt sokszor jóval magasabb beosztásokban, mint amilyenre képesítve voltak. Ekkor indult több későbbi marsall és tábornok (Tuhacsevszkij, Vorosilov, Zsukov, Bugyonnij, Gorbatov stb.) karrierje, akik a cári hadseregben kivétel nélkül altiszti illetve alacsonyabb parancsnoki tiszteket töltöttek be – Tuhacsevszkij például, az egyik legmagasabb beosztású közülük, korábban főhadnagy volt, alig néhány év múlva pedig már a VH főparancsnoka. A 35 000 volt cári tisztet, akik tulajdonképpen a VH tisztikarát alkották, politikailag a melléjük állított komisszárok ellenőrizték. 1918-19 folyamán több katonaiskolát is megnyitottak, 1919 márciusára a VH már 1,5 millió, 1920 elejére pedig 5 millió embert számlált.
A német támadás visszaverése 1918-ban azonban csak kezdete volt a megpróbáltatásoknak, amik a VH-re vártak. A breszti béke után az Oroszországban kialakult helyzet szinte lehetetlenné tette a hadsereg megerősítését és megszervezését. A kommunizmus elveinek dogmatikus, a realitásokat figyelmen kívül hagyó értelmezése, a diktatórikus törekvések és az államhatalom gyors koncentrálása a bolsevik frakció kezében eltaszította a baloldali eszereket, a mensevikeket és a többi szociáldemokrata-baloldali nézeteket valló csoportot a Lenin körül tömörülő radikális kommunistáktól, és az oroszországi polgárháború kitöréséhez vezetett.
A VH helyzete a polgárháború elején szinte katasztrofális: a hadsereg fegyverrel való felszereltsége gyenge volt, a katonák fegyelme laza – a csapatokból az éhínségről szóló hírek hatására gyakran hazaszökött a legénység. Mindezt betetőzte a vezetés teljes tapasztalatlansága és az ebből fakadó stratégiai és hadászati baklövések sorozata. A politikai komisszárok és a volt cári tisztek közti konfliktusok miatt is az emberi veszteségek óriásiak voltak, de a közkatonák közül hamarosan kiemelkedtek és egyre magasabb beosztásba kerültek olyan tisztek, akik harci tapasztalataik és hozzáértésük alapján alkalmasnak bizonyultak a vezetésre. A Vörös Hadsereg pedig lassan felülkerekedett az összehangoltan támadni képtelen fehér tábornokokon, és hatalmas áldozatok árán 1921-re minden fronton visszaszorította a fehéreket. A kisebb-nagyobb összetűzések azonban még 1923-24-ig eltartottak.
A VH felfegyverzését nagyban segítette, hogy Lenin 1922. április 16-án, a genovai konferenciával egy időben Rapallo észak-olasz kisvárosban aláírt egy egyezményt, amelyben helyreállította a diplomáciai kapcsolatot Szovjet-Oroszország és Németország között. Ez a megállapodás tartalmazott egy titkos konvenciót, mely alapján a Reichswehr legfelsőbb parancsnoksága és a Vörös Hadsereg vezérkara megegyezett abban, hogy a korlátozásokkal sújtott német haderőnek a szovjet fél technikai segítséget nyújt. A „kölcsönös segítségnyújtás” keretében azt a gyakorlatot folytatták, hogy a szovjethatalom „fű alatt” megkapta a Németország területén korlátozott és ellenőrzött hadipotenciál egy részét, melynek keretében német üzemek létesültek az országban. Cserébe a szovjetek német katonákat képeztek ki, és kereskedelmi áruforgalom címén az üzemekben gyártott fegyverek és vegyi fegyverek egy részét átadták Németországnak. Ez a fajta együttműködés a két ország között egészen 1933 közepéig folytatódott és nagyban hozzájárult a szovjet technikai fejlesztések alapjainak kialakításához..
Fokozatosan javult tehát a VH felszereltsége. A német eredetű licencek mellé az angol Vickers konszerntől a Szovjetunió megvette 6 tonnás tankjuk licencét, és gyártani kezdték a jármű szovjet változatát, T–26 néven. Az előirányzott évi gyártásszám 12 000 darab volt, ezt azonban nem tudták teljesíteni. 1940-ig összesen 12 600-at gyártottak belőle. A T-26-os alvázát néhány önjáró löveg konstruálásánál is felhasználták (már 1931-ben!). Ugyanekkor indult a BT harckocsiszéria fejlesztése is, valamint a tüzérség intenzív fejlesztése – a 37 mm-es páncéltörő ágyúk vásárlását és gyártását fokozatosan leállították, felváltva őket a 45 milliméteresekkel. Új lövegkategóriákat vezettek be, a fejlődőképesnek ítélt régiek mellé – 76,2 mm, 85 mm, 100 mm, 122 mm, 152 mm, 203 mm. Az évtized végére a szovjet tüzérség minőségileg és mennyiségileg is a legjobb volt a világon, tűzcsapásának ereje mintegy 5-ször múlta felül a francia tüzérségét, mely a szovjet után Európában a legjobbnak számított. A remekül kiképzett és felszerelt páncélos egységekről ugyanez mondható el – a BT gyorsharckocsiknak abban az időben nem volt méltó ellenfelük, nem is szólva a szovjet villámháborús taktikáról, amely sokban hasonlított a németre, azzal a különbséggel, hogy a szovjetek már a harmincas évek közepére ki is próbálták ezt a taktikát: először hadgyakorlatokon, majd pedig Halhín-goli csata (1939) során a gyakorlatban is, ahol Zsukov csapatai megverték a japán 6. hadsereget. Bebizonyosodott azonban az is, hogy a BT-k páncélzata elégtelen. A japán 37 mm-es páncéltörő ágyúk lövedékei sokszor átrepültek a harckocsin – a torony egyik oldalán be, a másikon ki.
A hadsereg személyi állományát az 1930-as években már kizárólag hivatásos tisztek és sorkatonai szolgálatukat töltő vöröskatonák alkották. Nyoma sem volt már annak a félkatonai forradalmi milíciának, ami a polgárháborús éveket jellemezte. A csapatokat úgyszólván csak támadásra képezték ki. A katonák politikai képzését szintén áthatotta a támadás mindenhatóságába vetett hit – még a gondolatát is elutasították annak, hogy a háborút saját területen kell megvívni. Mindenféle védekezési stratégiát károsnak és szükségtelennek ítéltek.
„A Vörös Hadsereg a kommunista párt kedvence” – írta Heinz Guderian a Szovjetunióban tett látogatása után. Ez érvényes volt egészen 1937-ig, amikor aztán a kommunista párt – vagy inkább J.V. Sztálin – kinyúlt, és a szó szoros értelmében kitekerte a kedvenc nyakát. Brutális és véres tisztogatások kezdődtek, melyek során a VH elveszítette parancsnokainak több mint 80 százalékát. A tisztogatások gyökere még a korai 1920-as években, a Sztálin és Trockij között kezdődő és egyre elmélyülő ellentét idején keresendő. Trockij, a VH akkori parancsnoka Sztálin politikai ellenlábasa volt, és maga mellett tudhatta az akkori katonatisztek többségét, akik azután, hogy Trockij elhagyta 1929-ben a Szovjetuniót, továbbra is a hadseregben szolgáltak, mégpedig sokan vezető beosztásokban. A tisztogatásokhoz komoly források szerint a német Gestapo adta meg a kellő lökést azzal, hogy dokumentumokat hamisított a VH parancsnokainak aláírásával egy előkészített katonai puccsról, ami Sztálin ellen irányult volna, és ezeket eljuttatta a berlini szovjet nagykövetségre. Akárhogy is volt, az tény, hogy 1938 után a VH tábornoki és vezető tisztikarát Sztálin szétverte. 
Összesített adatok szerint a szovjet fegyveres erők 1935 novemberében kinevezett öt marsalljából hármat (Jegorov, Tuhacsevszkij, Blücher – aki még részt vett Tuhacsevszkij elítélésében), az öt első osztályú hadseregparancsnokból hármat, a tíz másodosztályú hadseregparancsnokból mindet, az 57 hadtestparancsnokból 50-et, a 186 hadosztályparancsnokból 154-et, a 16 első- és másodosztályú hadseregkomisszárból mindet, a 28 hadtestkomisszárból 25-öt, a 64 hadosztálykomisszárból 58-at, a 456 ezredesből 401-et ítéltek el, túlnyomórészt halálra. A felső parancsnoki állományba tartozó 827 fő közül összesen 720-at ítéltek el törvénytelenül. A 30-as években a Vörös Hadsereg felső parancsnoki állományába legalább 66 magyar kommunista emigráns tartozott, az ő nevük is ismert. Közülük 48-50-en estek valamilyen formában a sztálini terror áldozatául (letartóztatás, börtön, száműzetés, láger, kivégzés). 1941-ben, a háború kitörésekor közülük gyakorlatilag senki nem volt már olyan helyzetben, hogy katonai képzettségének, képességének megfelelő tisztséget tölthessen be a szovjet fegyveres erők soraiban. Néhányuk számára később vált lehetővé – főként agitátor, tolmácsi jellegű – aktív katonai, parancsnoki szolgálat. Mindössze nyolcan vettek részt közülük a Magyarország felszabadításáért folytatott harcban, s összesen tizenketten tértek vissza hazájukba a háború után.

## A második világháború

A Vörös Hadsereg nem hivatalos zászlaja

Az 1940-es orosz-finn téli háború teljes egészében megmutatta a VH vezetésének súlyos hiányosságait, Vorosilov marsall katonai tehetetlenségét és az egész tisztikar silányságát, amatőrizmusát. A merev, csak a felülről jövő parancsoknak engedelmeskedő és a kezdeményezőkészséget teljesen letörő vezénylési elv, karöltve a tisztogatások folyamán kialakult beteges bizalmatlansággal és félelemmel, több tízezer felesleges emberáldozatot követelt. A finn hadsereg, amely túlnyomórészt tartalékosokból állt, remekül kihasználta a karéliai terep kínálta lehetőségeket, és vereségek egész sorozatát mérte a tagolt terepen gyors mozgásra képtelen nehézfegyverzettel ellátott szovjet hadseregre. A finn katonák bátorsága és harcolni tudása ha megállítani nem is, de késleltetni tudta a szovjet előrenyomulást. A Vörös Hadsereg végül is nehéz harckocsik és nehéztüzérség tömeges bevetésével tudott áttörést kierőszakolni a Mannerheim-vonalon.
A téli háború mégsem volt teljesen haszontalan katonai szempontból: az itt szerzett tapasztalatok alapján nyerte el végleges formáját a T–34-es és a KV–1-es harckocsi, valamint a VH vezérkara némileg meggyengítette a politikai biztosok parancsnoki jogkörét, mert bebizonyosodott, hogy számos esetben hibás döntést hoztak és teljesen feleslegesen kergették a halálba katonáikat. Egészében véve azonban bebizonyosodott, hogy jól harcoló és tapasztalt ellenfél ellen a remekül felszerelt, de legénységileg teljesen szétzilált Vörös Hadsereg nem tud igazán eredményesen fellépni.
A német-szovjet megnemtámadási szerződés (1939 augusztus) és Lengyelország német lerohanása után a Vörös Hadsereg 1939. szeptember 17-én megszállta Lengyelország keleti részét, és ünnepélyes díszszemlén találkozott a német hadsereggel. Sztálin 1940-ben „kölcsönös baráti szerződéssé” bővítette a megnemtámadási egyezményt. Bár 1941 kora tavaszától egyre több jelentést kapott a német hadsereg közeli támadásáról, nem készült fel védelmi háborúra.
1941. június 22-én a Wehrmacht hatalmas hosszúságú fronton támadást intézett a Szovjetunió ellen. A felkészületlen Vörös Hadsereg már a támadás első napjaiban elképesztő anyagi és emberi veszteségeket szenvedett. A légierő nagy része a földön semmisült meg. Sztálin napokig képtelen volt új tervet adni, a Vörös Hadsereg irányítás nélkül maradt. A német hadsereg mellett azonnal hadba lépett a román, a finn, a szlovák, és néhány napos késéssel az olasz és magyar hadsereg. A Wehrmacht villámháborús taktikája beválni látszott: óriási katlancsatákban őrölte fel az ellenséget, több százezer szovjet katonát semmisített meg vagy kerített be. A szovjet hadsereg több tábornoka teljesen képtelennek mutatkozott feladatai ellátására. Az egyik legmagasabb beosztású parancsnokot, Pavlov tábornokot Sztálin agyonlövette. (Ennek a kivégzésnek az volt a célja, hogy megfélemlítse a többi tábornokot. A háború hátralévő részében Sztálin többet nem végeztetett ki frontparancsnokokat.) Sztálin nem csak a tábornokokat szerette volna megfélemlíteni, hanem a közkatonákat is. Ezt a híres Vörös hadsereg hűségesküvel érte el. 
Hitler parancsa értelmében az elfogott komisszárokat azonnal kivégezték, és a helyi lakossággal szemben példátlan kegyetlenséget mutattak. A támadás első napjaitól tömeggyilkosságokat hajtottak végre Ukrajna, majd Fehéroroszország zsidó és nem zsidó lakosai ellen egyaránt. 1941. október első napjaira minden ellenállást szétzúzva bekerítették a még védekező Leningrádot és egészen megközelítették Moszkvát. Október elején a szovjet kormányszerveket és a külföldi nagykövetségeket evakuálták a fővárosból Kujbisevbe, Moszkvától 800 kilométerrel keletre. Olyan híresztelések keringtek, hogy Sztálin és a pártvezetés is elmenekült. A diktátor tényleg tervbe vette a távozást, de miután kérdésére Zsukov biztosította, hogy meg tudják tartani Moszkvát, törölte a vészforgatókönyvet. A külvárosokban védelmi állásokat építettek, utcai harcokra készültek fel. A tél, különlegesen hideg idővel, korán beköszöntött. November hetedikén a szokott ünnepi díszszemlén Moszkvában a nyilvánosság előtt megjelentek a vezetők, maga Sztálin is. A díszszemle után a katonák közvetlenül a néhány kilométerre húzódó frontra indultak.

## Honvédelmi népbiztosok, miniszterek
A Vörös Hadsereg felügyeletét ellátó beosztások (népbiztosok és honvédelmi miniszterek) betöltői:
- Lev Trockij (1918–1925)
- Mihail Frunze  (1925)
- Kliment Jefremovics Vorosilov (1925–1940)
- Szemjon Tyimosenko (1940–1941)
- Joszif Sztálin (1941–1945)

## Vezérkari főnökök
[...]
- Alekszandr Jegorov (1931–1937; 1939-ben agyonlőtték)
- Borisz Saposnyikov (1937–1940. augusztus)
- Kirill Mereckov (1940. augusztus–1941. január)
- Georgij Zsukov (1941. január–1941. július)
- Borisz Saposnyikov (1941. július–1942. június 25.)
- Alekszandr Vaszilevszkij (1942. június 26–1945)[8]
- Alekszej Antonov (1945–1946)

Az szervezet utódaként 1946-ban megalakuló Szovjet Hadsereg vezérkari főnöke Vaszilevszkij lett, első helyettese pedig Antonov.